# Nicholas Green
Nicholas David Green (conocido como Nick Green; Melbourne, 4 de octubre de 1967) es un deportista australiano que compitió en remo.
Participó en dos Juegos Olímpicos de Verano, obteniendo dos medallas, oro en Barcelona 1992 y oro en Atlanta 1996, en la prueba de cuatro sin timonel.
Ganó cuatro medallas de oro en el Campeonato Mundial de Remo entre los años 1990 y 1998.

## Palmarés internacional
| Juegos Olímpicos   | Juegos Olímpicos         | Juegos Olímpicos | Juegos Olímpicos   |
| Año                | Lugar                    | Medalla          | Prueba             |
| ------------------ | ------------------------ | ---------------- | ------------------ |
| 1992               | Barcelona (España)       | Medalla de oro   | Cuatro sin timonel |
| 1996               | Atlanta (Estados Unidos) | Medalla de oro   | Cuatro sin timonel |
| Campeonato Mundial |                          |                  |                    |
| Año                | Lugar                    | Medalla          | Prueba             |
| 1990               | Tasmania (Australia)     | Medalla de oro   | Cuatro sin timonel |
| 1991               | Viena (Austria)          | Medalla de oro   | Cuatro sin timonel |
| 1998               | Colonia (Alemania)       | Medalla de oro   | Dos con timonel    |
| 1998               | Colonia (Alemania)       | Medalla de oro   | Cuatro con timonel |